# Smygrasism
Smygrasism är en pejorativ term. Med begreppet impliceras att en person eller grupp i hemlighet är rasistisk eller främlingsfientlig. Termen används för att implicera att en individ, eller grupp håller åsikterna om rasismen/främlingsfientligheten hemlig, detta för att undvika social förföljelse eller politiskt självmord.
"När den öppna rasismen har avtagit har många i stället argumenterat för att rasismen är minst lika utbredd, men numera dold. Därför har man uppfunnit en mängd olika begrepp för att bevara idén om den vita rasismens närvaro. Det finns avsiktlig rasism, och så finns det oavsiktlig rasism, som är undermedveten. Det finns öppen rasism och smygrasism. Rasismen är subtil, dold, maskerad eller uppenbar. Det finns elakartad, godartad och välvillig rasism."